# Bataille de Jean-Rabel
Révolution haïtienne
Batailles
Insurrections (1791-1793)
- Bois-Caïman
- Croix-des-Bouquets
- Morne Pelé
- 1re La Tannerie
- Port-au-Prince
- Le Cap-français

Interventions espagnoles et britanniques (1793-1798)
- 2e La Tannerie
- Marmelade
- Saint-Michel-de-l'Attalaye
- Ennery
- 3e La Tannerie
- Fort-Dauphin
- 1re Tiburon
- L'Acul
- La Bombarde
- 2e Tiburon
- Les Gonaïves
- Port-Républicain
- 1re Dondon
- Massacre de Fort-Dauphin
- Saint-Marc
- Léogane
- Saint-Raphaël
- Trutier
- 3e Tiburon
- 1re Verrettes
- Grande-Rivière
- Mirebalais
- Las Cahobas
- 2e Verrettes
- Petite-Rivière
- 2e Dondon
- 1re Les Irois
- Jean-Rabel
- 2e Les Irois

Guerre des couteaux (1799-1800)
- Jacmel

Expédition de Saint-Domingue (1802-1803)
- La Ravine-à-Couleuvres
- Kellola
- Plaisance
- La Crête à Pierrot
- Noyades du Cap-Français
- Port-au-Prince
- Vertières
- Massacres de 1804 en Haïti

La bataille de Jean-Rabel a consisté en avril 1797 en deux engagements navals de faible ampleur pendant la révolution haïtienne.

## Les engagements
Les engagements sont survenus au cours d'une campagne pour la suprématie dans la mer des Caraïbes alors que navires de guerre et corsaires opérant depuis les colonies françaises ont cherché à perturber le commerce entre l'Angleterre et les colonies britanniques des Antilles (Indes occidentales). Au printemps 1797, la plupart des forces britanniques dans la région ont été déployées dans les îles Sous-le-Vent contre les colonies espagnoles, alors que ce pays avait récemment rejoint la guerre du côté français. En conséquence, les eaux des Caraïbes du Nord étaient légèrement défendues par les Britanniques, résultant en une augmentation de l'activité des corsaires français.
Le premier engagement, le 16 avril, a vu une force de la Royal Navy écrasante composée de deux navires de ligne attaquer une frégate (Harmonie) de la marine française près de la ville de Jean-Rabel sur la côte nord de la colonie française de Saint-Domingue (qui a gagné plus tard son indépendance sous le nom d'Haïti). Le deuxième engagement a eu lieu quatre jours plus tard, dans la nuit du 20 au 21 avril, quand une escadre de frégates britannique a attaqué la ville de Jean-Rabel elle-même, capturant un grand nombre de navires marchands dans le port qui avaient été saisis par des corsaires français.
L’Harmonie (nommé à tort parfois Hermione dans les sources britanniques) du capitaine de frégate Billiet, incendié par son équipage pour éviter sa capture par les Britanniques le 16 avril et l'élimination de la base de corsaires à Jean-Rabel ont contribué à réduire dans une certaine mesure l'activité des corsaires français dans la région et ont permis aux Britanniques d'obtenir le contrôle des voies maritimes des Caraïbes du nord, bien que les forces britanniques aient été incapables de porter un quelconque impact au contrôle français de Saint-Domingue et se retirèrent de l'île plus tard dans l'année.

## Sources bibliographiques

### En anglais
- (en) William Laird Clowes, The Royal Navy, A History from the Earliest Times to 1900, vol. IV, Londres, Chatham Publishing, 1997 (1re éd. 1900) (ISBN 1-86176-013-2)
- (en) Robert Gardiner, Fleet Battle and Blockade, Caxton Editions, 2001 (1re éd. 1996) (ISBN 1-84067-363-X)
- (en) James Henderson, The Frigates, An Account of the Lighter Warships of the Napoleonic Wars, Leo Cooper, 1994 (1re éd. 1970) (ISBN 0-85052-432-6)
- (en) William James, The Naval History of Great Britain, vol. 2 : 1797–1799, Londres, Conway Maritime Press, 2002 (1re éd. 1827), 620 p. (ISBN 0-85177-906-9)

### En français
- Onésime-Joachim Troude, Batailles Navales de la France, Londres, Forgotten Books, 2013 (1re éd. 1868) (lire en ligne), p. 64-65